# Грб општине Варварин
Грб општине Варварин представља зелена површина која симболизује Поморавље које са друге стране знака прелази у брдско планински део и представља Јухор са Горњим Темнићем, плава површина представља Западну и Велику Мораву које пролазе поред седам наших села што скупа симболише Поморавље и Горњи Темнић. Клас пшенице и винове лозе симболи су занимања већег броја грађана и већу заступљеност пољопривредне производње у Општини. Орао је симбол вечите чежње народа овог краја за спободом. Тробојка представља Заставу државе Србије. Плава застава је застава Општине Варварин.
На грбу се налази датум 23.09.1810. – дан битке на Варваринском пољу.